# Лашнев, Тихон Иванович
Тихон Иванович Лашнев (1919—1988) — советский конструктор стрелкового оружия, один из первых лауреатов премии имени С. И. Мосина (1964). Руководитель группы разработчиков пистолета ПСМ.

## Биография
Родился 20 апреля 1919 года в Туле. Отец — Иван Васильеевич Лишаев, крестьянин, родом из Рязанской губернии, во время Первой мировой войны служил в армии солдатом, с 1918 года красноармеец. Мать — Александра Ивановна Лашнева, из Тулы, родилась в рабочей семье.    
Образование: средняя школа, Тульский машиностроительный техникум (1939), два курса очного отделения (1939—1941) и вечерний факультет (1957) Тульского механического института, который он окончил без отрыва от производства.
С 1939 по 1946 г. работал на оборонных предприятиях Тулы и Златоуста: техник, инженер, старший инженер-конструктор, заместитель начальника цеха.
С 1946 года в Центральном конструкторском исследовательском бюро спортивно-охотничьего оружия Тульского оружейного завода: старший инженер-конструктор, начальника отдела (1949).
Участник создания многих видов стрелкового оружия: спортивно-охотничье — карабины ТОЗ-15, Т03-20, пистолеты МЦ1-3, МЦ55-1, МЦ57-1; боевое — 5,45 мм пистолет самозарядный малогабаритный ПСМ; изделия спецназначения — пробивной пороховой рым, строительно-монтажные пистолеты СМП-3 и ПЦ52-1.
В 60-е годы в кооперации с А. И. Хроменковым занимался вопросами облегчения конструкции пистолета ПМ.
В 1969—1974 гг. возглавлял группу по созданию самозарядного малогабаритного пистолета ПСМ.
С 1986 года на пенсии.
Умер в январе 1988 года.
В 1964 году присуждена премия имени С. И. Мосина.
Награждён орденами Трудового Красного Знамени, «Знак Почёта», медалью «За трудовую доблесть».